# Urochloa oligotricha
Urochloa oligotricha là một loài thực vật có hoa trong họ Hòa thảo. Loài này được (Fig. & De Not.) Henrard miêu tả khoa học đầu tiên năm 1941.